# Państwowy Urząd Wychowania Fizycznego i Przysposobienia Wojskowego
Państwowy Urząd Wychowania Fizycznego i Przysposobienia Wojskowego (PUWFiPW) – instytucja w Wojsku Polskim w II Rzeczypospolitej.
Utworzony w 1927 r. z inicjatywy Józefa Piłsudskiego. Zastąpił Naczelną Radę Wychowania Fizycznego i Przysposobienia Wojskowego. Urząd koordynował działalność urzędów i organizacji społecznych w zakresie podnoszenia kultury fizycznej oraz przysposobienia wojskowego. Współpracował z Ministerstwem Spraw Wewnętrznych i Ministerstwem Wyznań Religijnych i Oświecenia Publicznego .

## Struktura organizacyjna i obsada personalna
Pokojowa obsada personalna urzędu w marcu 1939
- dyrektor urzędu – gen. bryg. Kazimierz Sawicki
- zastępca dyrektora – ppłk piech. Stanisław II Klementowski
- oficer ordynansowy – kpt. san. Józef Szeremeta
- oficer do zleceń – mjr piech. Franciszek Orawiec †1940 Katyń
- oficer do zleceń – mjr piech. Włodzimierz Stanisław Sekunda
- oficer do prac specjalnych – kpt. adm. (piech.) Jan Franciszek Kryska
- główny inspektor – ppłk piech. Ignacy Bobrowski
- inspektor – mjr piech. Ryszard Józef Kłosiński
- inspektor – mjr piech. Józef Julian Uhacz
- szef wydziału ogólno-organizacyjnego – mjr adm. (piech.) Jan Cichocki
- kierownik referatu ogólnego – kpt. piech. Wacław Franciszek Kuliszewski
- kierownik referatu ewidencji personalnej – mjr adm. (piech.) Stanisław II Wójcik †1940 Katyń
- kierownik referatu ds. specjalnych – mjr adm. (art.) Juliusz Stanisław Zdanowski †1940 Katyń
- kierownik referatu prasy i propagandy – kpt. piech. Ludwik Edward Iskierko
- szef wydziału PW – ppłk piech. Władysław Paweł Turyczyn
- szef wyszkolenia – mjr piech. Henryk Otton Jiruszka (→ oficer sztabowy pstrz. piesz.)
- kierownik referatu PW konnego – mjr kaw. kontr. Stanisław Młodzianowski
- kierownik referatu PW specjalnego – kpt. piech. Tytus Stanisław Żychowski
- kierownik referatu młodzieżowo-sportowego – kpt. adm. (piech.) Rafał Szuszkiewicz[b] †1940 Katyń
- referent – kpt. piech. Edmund Ludwik Wojtal

Komenda Naczelna Legii Akademickiej
- komendant naczelny LA – płk dypl. art. Tadeusz Roman Tomaszewski
- zastępca komendanta – mjr dypl. piech. Edward Izydor Wojciechowski
- szef sztabu – mjr piech. Zdzisław Szydłowski
- szef wydziału ogólno-organizacyjnego – mjr piech. Walerian Tumanowicz
- szef wydziału szkolenia – mjr piech. Józef Weisbach
- szef wydziału studiów – kpt. adm. (piech.) Ludwik Szeląg
- szef wydziału WF i Sportu – ppłk piech. Kazimierz Kierkowski
- kierownik referatu opieki lekarskiej – kpt. lek. dr Marian II Grodzki †1940 Charków
- kierownik programowego i studiów – kpt. piech. Piotr Laurentowski
- kierownik referatu sportu – kpt. adm. (piech.) Marian Warmuzek †1940 Charków
- kierownik referatu WF za granicą – mjr adm. (piech.) Franciszek Julian Znamirowski
- kierownik referatu wyszkolenia – kpt. adm. (piech.) Piotr Zbigniew Ilkowski †1940 Katyń
- szef wydziału zaopatrzenia – mjr int. Bolesław Franciszek Pogonowski
- kierownik referatu budżetowego – kpt. int. Karol Mikołaj Godlewicz
- referent – kpt. int. kontr. Kazimierz Grudziński
- kierownik referatu materiałowego – kpt. int. Władysław II Grzeszkiewicz
- referent – kpt. int. Czesław Boratyński
- kierownik referatu cenzury – kpt. int. Ignacy Ziółkowski

Komenda Główna Związku Strzeleckiego
- komendant główny ZS – płk piech. Józef Tunguz-Zawiślak
- zastępca komendanta – ppłk piech. Stefan Leukos-Kowalski †1940 Katyń
- szef sztabu – mjr piech. Marian Benedykt Janowski
- inspektor terenowy – mjr dypl. piech. Antoni Franciszek Dąbrowski
- inspektor terenowy – mjr piech. Stanisław Stawarz †1940 Katyń
- inspektor terenowy – kpt. adm. (piech.) Stanisław II Zarębski †1944 Oflag VI B Dössel
- inspektor terenowy – mjr piech. Karol Juliusz Jan Olechowski
- kierownik referatu – kpt. adm. (san.) Marian Kurleto †1940 Katyń
- kierownik referatu – kpt. adm. (piech.) Mieczysław Franciszek Marcinek
- kierownik referatu – kpt. adm. (art.) Wojciech Bursa †1940 Katyń

Komenda Junackich Hufców Pracy
- komendant główny JHP – płk adm. (piech.) Bogusław Kunc
- zastępca komendanta – ppłk piech. Jan Michnowicz
- szef sztabu – mjr piech. Władysław Czoch
- inspektor główny –  mjr piech. Michał Hurczyn †1940 Katyń
- szef służby zdrowia – ppłk dr Władysław Marian Radziszewski
- szef Wydziału ogólno-organizacyjnego – mjr piech. Stanisław II Liszka
- kierownik referatu – kpt. adm. (piech.) Edward Marian Doskocil
- kierownik referatu – kpt. int. Józef II Gołębiowski
- szef wydziału wyszkolenia – mjr int. Jan Janik †1940 Katyń
- kierownik referatu – kpt. piech. Marian Gawęda
- kierownik referatu – kpt. łączn. Aleksander Severin
- kierownik referatu – kpt. sap. Tadeusz II Marynowski

Komenda Główna Federacji Polskich Związków Obrońców Ojczyzny
- oficer sztabowy do zleceń specjalnych – ppłk piech. Jan Świątecki †1940 Charków
- kierownik referatu – kpt. adm. (piech.) Zygmunt Szerauc

## Jednostki organizacyjne Przysposobienia Wojskowego
Okręgowe urzędy WFiPW
- 1 Okręgowy Urząd WFiPW w Dowództwie Okręgu Korpusu Nr I w Warszawie
- 2 Okręgowy Urząd WFiPW w Dowództwie Okręgu Korpusu Nr II w Lublinie
- 3 Okręgowy Urząd WFiPW w Dowództwie Okręgu Korpusu Nr III w Grodnie
- 4 Okręgowy Urząd WFiPW w Dowództwie Okręgu Korpusu Nr IV w Łodzi
- 5 Okręgowy Urząd WFiPW w Dowództwie Okręgu Korpusu Nr V w Krakowie
- 6 Okręgowy Urząd WFiPW w Dowództwie Okręgu Korpusu Nr VI we Lwowie
- 7 Okręgowy Urząd WFiPW w Dowództwie Okręgu Korpusu Nr VII w Poznaniu
- 8 Okręgowy Urząd WFiPW w Dowództwie Okręgu Korpusu Nr VIII w Toruniu
- 9 Okręgowy Urząd WFiPW w Dowództwie Okręgu Korpusu Nr IX w Brześciu nad Bugiem
- 10 Okręgowy Urząd WFiPW w Dowództwie Okręgu Korpusu Nr X w Przemyślu

Jednostki organizacyjne Przysposobienia Wojskowego w marcu 1939
- Okręgowy Ośrodek Wychowania Fizycznego Warszawa (przy PUWFiPW) – kpt. adm. (piech.) Rafał Szuszkiewicz
- Okręgowy Ośrodek Wychowania Fizycznego Lublin (przy 8 pp Leg.) – kpt. piech. Stefan Sauter
- Okręgowy Ośrodek Wychowania Fizycznego Grodno (przy 81 pp) – kpt. adm. (piech.) Józef III Jabłoński
- Okręgowy Ośrodek Wychowania Fizycznego Wilno (przy 6 pp Leg.) – kpt. piech. Jan Kabziński
- Okręgowy Ośrodek Wychowania Fizycznego Łódź (przy 28 pp) – kpt. adm. (piech.) Jan III Konopacki
- Okręgowy Ośrodek Wychowania Fizycznego Kraków (20 pp) – kpt. piech. Adam Lambert Budzyński
- Okręgowy Ośrodek Wychowania Fizycznego Katowice (przy Rejonie WFiPW 23 DP) – kpt. adm. (piech.) Stanisław Juchnowicz
- Okręgowy Ośrodek Wychowania Fizycznego Lwów (przy 40 pp) – kpt. adm. (piech.) Ludwik Wiśniewski
- Okręgowy Ośrodek Wychowania Fizycznego Poznań (przy 58 pp) – kpt. piech. Jerzy Łapiński
- Okręgowy Ośrodek Wychowania Fizycznego Toruń (przy 63 pp) – kpt. piech. Józef Telowski
- Okręgowy Ośrodek Wychowania Fizycznego Brześć nad Bugiem (przy 82 pp) – kpt. adm. (piech.) Michał Wincenty Bidas
- Okręgowy Ośrodek Wychowania Fizycznego Przemyśl (przy 38 pp) – kpt. piech. Jerzy Szatz

Morski Rejon WFiPW w Gdyni
- kierownik – płk dypl. piech. Józef Sas-Hoszowski
- kierownik referatu zaopatrzenia – kpt. piech. Antoni Urbaniak
- kierownik referatu organizacyjnego – kpt. piech. Jerzy Wierzbowski
- kierownik referatu wyszkolenia – kpt. adm. (piech.) Stefan Śliwiński
- 200 Obwód PW (Gdynia przy 2 mors. bs) – mjr piech. Stanisław Zaucha
- 201 Obwód PW (Gdynia przy 2 mors. bs) – mjr piech. Władysław II Sikorski
- 202 Obwód PW (Gdynia przy 1 mors. bs) – kpt. adm. (piech.) Adam Stefan Pasiewicz
- 203 Obwód PW (Gdynia przy 2 mors. bs) – kpt. piech. Marian Antoni Mordawski
- Okręgowy Ośrodek Wychowania Fizycznego Gdynia (przy 2 mors. bs) – p.o. kpt. adm. (piech.) Stefan Śliwiński

Urząd WFiPW KOP
- 300 Rejon PW „Wilno” (Wilno przy pułku KOP „Wilno”)
- 301 Rejon PW „Nowogródek” (Baranowicze przy pułku KOP „Wołożyn”)
- 302 Rejon PW „Polesie” (Sarny przy pułku KOP „Sarny”)
- 303 Rejon PW „Wołyń” (Równe przy pułku KOP „Zdołbunów”)
- 304 Rejon PW „Podole” (Czortków przy Brygadzie KOP „Podole”)